# Лонг-Гарбор-Маунт-Арлінгтон-Гайтс
Лонг-Гарбор-Маунт-Арлінгтон-Гайтс (англ. Long Harbour-Mount Arlington Heights) — містечко в Канаді, у провінції Ньюфаундленд і Лабрадор.

## Населення
За даними перепису 2016 року, містечко нараховувало 185 осіб, показавши скорочення на 37,9%, порівняно з 2011-м роком. Середня густина населення становила 10,1 осіб/км².
З офіційних мов обидвома одночасно володіли 5 жителів, тільки англійською — 180.
Працездатне населення становило 67,6% усього населення, рівень безробіття — 12% (18,8% серед чоловіків та 0% серед жінок). 96% осіб були найманими працівниками, а 0% — самозайнятими.

## Клімат
Середня річна температура становить 5,1°C, середня максимальна – 19,5°C, а середня мінімальна – -9,1°C. Середня річна кількість опадів – 1 393 мм.
| Клімат поселення                              | Клімат поселення | Клімат поселення | Клімат поселення | Клімат поселення | Клімат поселення | Клімат поселення | Клімат поселення | Клімат поселення | Клімат поселення | Клімат поселення | Клімат поселення | Клімат поселення | Клімат поселення |
| Показник                                      | Січ.             | Лют.             | Бер.             | Квіт.            | Трав.            | Черв.            | Лип.             | Серп.            | Вер.             | Жовт.            | Лист.            | Груд.            |                  |
| Середній максимум, °C                         | 0,43             | −0,21            | 2,38             | 6,60             | 10,64            | 14,62            | 17,73            | 19,46            | 15,60            | 11,00            | 6,63             | 2,25             |                  |
| Середня температура, °C                       | −4,04            | −4,67            | −2,08            | 2,13             | 6,17             | 10,16            | 14,53            | 16,26            | 12,39            | 7,79             | 3,43             | −0,94            |                  |
| Середній мінімум, °C                          | −8,51            | −9,14            | −6,55            | −2,33            | 1,70             | 5,69             | 11,34            | 13,05            | 9,18             | 4,59             | 0,23             | −4,14            |                  |
| Норма опадів, мм                              | 130              | 117              | 114              | 107              | 92               | 117              | 103              | 102              | 126              | 139              | 127              | 119              |                  |
| Середньомісячна швидкість вітру, м/с          | 8.03             | 7.38             | 6.98             | 6.33             | 5.58             | 5.25             | 5.07             | 5.16             | 5.73             | 6.52             | 7.17             | 7.78             |                  |
| Середньомісячна сонячна радіація, кДж/м²·день | 3951             | 6749             | 10749            | 14044            | 17195            | 19048            | 18777            | 16059            | 12064            | 7258             | 4163             | 3031             |                  |
| --------------------------------------------- | ---------------- | ---------------- | ---------------- | ---------------- | ---------------- | ---------------- | ---------------- | ---------------- | ---------------- | ---------------- | ---------------- | ---------------- | ---------------- |
| Джерело:                                      |                  |                  |                  |                  |                  |                  |                  |                  |                  |                  |                  |                  |                  |